# Роллан, Жоанна
Жоанна Роллан (фр. Johanna Rolland; род. 11 мая 1979, Нант) — французский политик, первая женщина — мэр Нанта (с 2014).

## Биография
Родилась 11 мая 1979 года в Нанте, в 2001 году окончила лилльский Институт политических исследований. В 2003 году начала политическую карьеру в городе Ле-Крёзо, затем вернулась в Нант и в 2005 году стала парламентской помощницей лидера социалистической фракции в Национальном собрании Жана-Марка Эро. В 2008 году избрана в муниципальный совет Нанта и одновременно назначена помощником мэра (им также являлся Жан-Марк Эро), в 2011 году избрана в генеральный совет департамента Атлантическая Луара. В 2012 году после назначения Эро премьер-министром Франции новым мэром Нанта стал Патрик Римбер, и Роллан осталась его помощницей.
30 марта 2014 года во втором туре муниципальных выборов в Нанте возглавляемый Роллан список получил 56,22 % голосов избирателей. Основные соперники во главе с кандидаткой Союза за народное движение Лоранс Гарнье (Laurence Garnier) заручились поддержкой 43,78 %.
4 апреля 2014 года депутаты нового созыва муниципального совета избрали Жоанну Роллан мэром Нанта (голоса разделились строго по партийному признаку — из 65 депутатов 51 социалист проголосовал «за», 14 правоцентристов — «против»). Она стала 135-м обладателем этой должности и первой женщиной в истории города на этом посту.
16 апреля 2014 года депутаты нового созыва совета метрополии Нанта, включающей 24 населённых пункта и 600 тыс. жителей, большинством в 65 голосов против 31 избрали Роллан президентом метрополии.
7 ноября 2014 года в Мюнхене на ежегодной конференции объединения 130 европейских городов Eurocities избрана президентом ассоциации на год.
3 июля 2020 года депутаты муниципального совета Нанта, сформированного по итогам новых муниципальных выборов, переизбрали Роллан мэром города (56 голосов было подано за неё, 9 — за Лоранс Гарнье, 4 бюллетеня были поданы незаполненными).
18 июля 2020 года произошёл пожар в нантском соборе Святых Петра и Павла. Посетив место событий, Роллан заявила, что нанесённый памятнику ущерб неизмеримо меньше, чем последствия бомбардировки 1944 года и пожара 29 января 1972 года.
24 сентября 2020 года избрана президентом Urban France — ассоциации выборных должностных лиц, представляющих крупные французские города, мегаполисы, городские сообщества и агломерации.
Осенью 2021 года возглавила президентскую кампанию мэра Парижа Анн Идальго.
В январе 2023 года на партийном съезде в Марселе избрана заместителем первого секретаря СП Оливье Фора.